# 마르찬헬러스도르프구
마르찬헬러스도르프구(Marzahn-Hellersdorf)는 독일 베를린의 열 번째 자치구이다. 2001년 베를린 행정 구역 개편으로 과거의 마르찬구, 헬러스도르프구가 합쳐져서 형성되었다.